# Victoria & Abdul
Victoria & Abdul es una película británica de género biográfico y dramático de 2017. Fue dirigida por Stephen Frears y escrita por Lee Hall, basada en el libro Victoria & Abdul, de Shrabani Basu. Narra la relación cercana de la reina Victoria del Reino Unido y su sirviente indio Abdul Karim. Cuenta con Judi Dench y Ali Fazal en los papeles estelares. Se estrenó en Estados Unidos el 22 de septiembre de 2017.

## Argumento
Basada en hechos reales, la historia surge en la India conquistada por el Imperio Británico. Abdul Karim es un indio educado, pero pobre, que trabaja como empleado en el consulado británico. Es enviado allí con ocasión del Golden jubilee para rendir honor a la reina en nombre de todas las colonias indias. Es seleccionado al azar, junto a otro compatriota, por el secretario de la reina Victoria para servir como lacayo real exótico en la corte de la reina. Una vez llegado a la corte, Karim se destaca como un joven sincero y logra captar la atención de la ya anciana reina Victoria de Inglaterra y ganarse su confianza de un modo como ningún otro lo había hecho, por lo que ella lo nombra Munshi o Maestro real. En dicho proceso, Karim debe soportar ser profundamente discriminado por el círculo cercano a la reina, debido a que los hindúes son considerados subhumanos por su educación y clase social, económica y de procedencia. La reina Victoria confía plenamente en Karim, logrando llegar a ser ambos íntimos confidentes, pero las insidias de la corte lideradas por el heredero, Bertie, llegan a su clímax cuando sus ministros indican que Karim es un pobre campesino de bajo linaje y que debe ser devuelto con deshonra a su subcontinente.

## Reparto
- Ali Fazal como Abdul Karim.
- Judi Dench como Victoria.
- Eddie Izzard como Bertie, Príncipe de Gales.
- Tim Pigott-Smith como Sir Henry Ponsonby.
- Adeel Akhtar como Mohammed.
- Simon Callow como Mr Puccini.
- Michael Gambon como Lord Salisbury.
- Julian Wadham como Alick Yorke.
- Olivia Williams como Jane Spencer.
- Fenella Woolgar como Miss Phipps.
- Jonathan Harden como El Kaiser.

## Producción
El 17 de junio de 2016 se anunció la participación de Judi Dench en Victoria & Abdul en el papel de la reina Victoria, el cual ya había interpretado previamente en la cinta Mrs. Brown de 1997 y que le valió su primera candidatura al premio Óscar. Stephen Frears fue confirmado como director. El 5 de agosto, Ali Fazal fue confirmado como Abdul Karim, mientras que la producción estaría a cargo de Working Title Films y BBC Films y cofinanciada por Focus Features.
El rodaje comenzó el 15 de septiembre de 2016 en el Castillo de Osborne, ubicado en la iIsla de Wight, en Reino Unido.

## Estreno
En Canadá y en los Estados Unidos, Victoria & Abdul se estrenó el 22 de septiembre de 2017 de forma limitada.

## Recepción

### Crítica
Victoria & Abdul ha recibido reseñas mixtas a positivas de parte de la crítica y de la audiencia. En el portal de internet Rotten Tomatoes, la película posee una aprobación de 66%, basada en 175 reseñas, con una calificación de 6.2/10, mientras que de parte de la audiencia ha recibido una aprobación de 68%, basada en 9222 votos, con una calificación de 3.6/5
La página Metacritic le ha dado a la película una puntuación de 58 de 100, basada en 34 reseñas, indicando "reseñas mixtas". En el sitio IMDb los usuarios le han dado una puntuación de 6.8/10, sobre la base de 16 260 votos.

### Premios y nominaciones
| Premio               | Categoría                        | Nominados                      | Resultado |
| -------------------- | -------------------------------- | ------------------------------ | --------- |
| Premios Óscar        | Mejor maquillaje y peluquería    | Daniel Phillips y Lou Sheppard | Nominados |
| Premios Óscar        | Mejor vestuario                  | Consolata Boyle                | Nominada  |
| Premios Globo de Oro | Mejor actriz - Comedia o musical | Judi Dench                     | Nominada  |
| Premios BAFTA        | Mejor maquillaje y peluquería    | Daniel Phillips y Lou Sheppard | Nominados |